# 남중 소란
남중 소란(일본어: 南中ソーラン なんちゅうソーラン[*])은 일본 민요 가수인 이토 다키오伊藤多喜雄가 홋카이도의 민요인 소란부시ソーラン節를 속도를 높여 어레인지한 곡을 홋카이도 왓카나이시립 왓카나이남중학교에서 구성한 춤에 맞추어서 추는 예술이다. 요사코이 소란축제의 근간이 되는 소란축제의 춤의 핵심이라고 해도 될 정도로 현재의 소란 춤 붐을 일으키는 가장 큰 영향을 끼친 춤사위이다.

## 유래
왓카나이 남중학교는 1984년까지의 3년 동안, 수업붕괴, 학교내 폭력 및 괴롭힘, 학생범죄가 빈발한 상황이었다. 1985년에 학교가 다시 살아날 즈음인 1985년에 제1회 문화활동발표회가 열리고, 다음 해 문화활동발표회에서 향토예능부 학생들이 민요인 오키아게 온도沖揚げ音頭를 공연했다. 전통에 맞춰 부른 소란부시는 어업을 기간산업으로 삼던 부모나 지역주민들에게는 호평을 받았지만, 정작 학생들은 재미없어 했다. 이런 상황에서 1991년에 이토- 다키오의 〈TAKiO의 소란부시TAKiOのソーラン節〉가 TV 광고에 나온 것을 본 향토예능부 지도교사가 이 곡이 학생들에게 받아들여질 것이라고 확신하고, 춤사위를 만들기 시작했다. 그러나 다키오 버전의 소란에는 안무가 없었기 때문에, 교사가 청어잡이 동작을 중심으로 일세풍미 세피아一世風靡セピア의 비디오 등을 포함해 안무를 고안하고 수정해, 1991년 문화활동발표회에서 처음 발표했다.
1992년, NHK 홋카이도지국에서 이토- 다키오를 초빙해 스페셜 〈다키오 걸어서 라이브多喜雄歩いてライブ〉를 촬영하고 있던 중, 촬영중인 다키오가 왓카나이 시 직원들과, 숙박하고 있던 여관으로부터 자신의 소란을 춤으로 추고 있는 중학교가 있다는 소식을 듣고 왓카나이 남중학교를 방문한다. 녹화 다음 날에는 NHK 아사히카와지국의 주도로 남중에서 다키오 밴드의 음악감상회가 열린다. 이후 방영된 프로그램을 통해 왓카나이 남중학교의 소-란이 처음 소개되었으며,  프로그램 마지막에는 TAKiO가 직접 학생들과 함께 콘서트를 여는 장면이 포함된다.
이후 이토 다키오는 자신의 여러 작품의 안무를 의뢰했던 신예무용가인 카스가 쥬쇼-春日寿升에게 이 작품의 안무를 부탁한다. 다키오도 직접 곡을 다시 대회용으로 편곡해 제공한다. 카스가에 의해 안무가 재구성된다. 이후 남중학교의 학생들은 다키오의 주선으로 테레비도쿄가 주최한 제 9회 일본 민요민무대상日本民謡民舞大賞(1992)에 참가해 심사위원 장려상을 수상한 이후, 이듬해 10회 대회에서는 그랑프리(내각총리대신상)을 수상했다. 이후 테레비토쿄가 〈다큐멘터리 인간극장〉에 「청춘 소란부시青春ソーラン節」라는 제목으로 이들을 다루면서 이들의 활약이 전국적으로 알려지기도 했으며, 극중에 이토 다키오와 TRYIN'TIMES가 노래로 참여하기도 했다. 이 즈음부터 남중 소란이 학교나 교육관계자 등에게‘학교를 살린 소란부시’라고 알려지면서, 일본의 소학교, 중고등학교를 막론하고 체육 교과 교수, 운동회나 문화제의 공연 프로그램으로 받아들여지며 전국으로 퍼져나갔다. 2003년 연말 개최된 54회 NHK 홍백가합전에서 이토가 〈TAKiO의 소란부시TAKiOのソーラン節〉을 공연할 때, 동시중계를 통해 왓카나이 남중 학생들도 공연에 참여한다.
한편 왓카나이시에서는 학생들을 대상으로 《남중 소란전국교류회 in 왓카나이》南中ソーラン全国交流祭 in 稚内를 3년에 1번씩, 다른 해에는 《남중 소란제南中ソーラン祭》를 개최하고 있다

## 문화콘텐츠
1998년에는 왓카나이 남중학교와 소란을 소재로 한 영화 〈왓카나이발 - 배움터稚内発-学び座〉(그루브 키네마 토쿄 제작)이 발표돼, 신문에 다수 보도되면서 정식 상영 전에 지자체나 부모회를 중심으로 공동체상영 활동이 퍼지게 되었다.
이어 1999년 TBS계열 TV드라마 〈3학년 B반 킨파치선생3年B組金八先生〉5기에서 ‘남중 소란’을 문화제에서 발표하는 과정이 담기기 시작해, 6·7기까지 남중 소란의 이야기가 방영되었다. 87기 최종화에서 강변에 세운 무대에서 풀버전으로 춤을 추는 장면이 포함되었는데 이 장면이 관동지방에서 19.2%의 시청률을 기록했다.